# Order In Decline
Order In Decline es el séptimo álbum de estudio de la banda canadiense Sum 41. El álbum será lanzado en todas las plataformas digitales el 19 de julio de 2019. Será el segundo álbum grabado con la discográfica Hopeless Records junto 13 Voices después de firmar contrato el 11 de mayo de 2016. 
Es el primer álbum de Sum 41 desde Chuck en 2004 que no presenta una canción de título, y su segundo álbum con la alineación actual.

## Antecedentes
El 23 de abril de 2019, la banda anunció a través de las redes sociales que estaban trabajando en su séptimo álbum de estudio. Según el cantante Deryck Whibley, el álbum incluirá letras sobre la agitación política y social en los Estados Unidos y Canadá. Whilbey declaró: “Lo último que quería hacer era escribir un registro de protesta social o política, y Order In Decline no es eso. También es muy difícil no tener sentimientos sobre todo lo que está sucediendo en el mundo". La banda lanzó un comunicado de prensa diciendo que el álbum es" el más pesado y agresivo "hasta la fecha.
Whibley produjo, diseñó y mezcló el álbum él mismo. Durante los tres años de gira de 13 Voices, la banda ideó varias ideas para las canciones. Después de terminar el recorrido; la música se terminó en tres semanas, y las letras terminaron poco después.

## Lista de canciones
| N.º | Título                  | Duración |  |
| 1.  | «Turning Away»          | 3:50     |  |
| 2.  | «Out For Blood»         | 3:36     |  |
| 3.  | «The New Sensation»     | 3:50     |  |
| 4.  | «A Death in the Family» | 3:18     |  |
| 5.  | «Heads Will Roll»       | 3:50     |  |
| 6.  | «45 (A Matter of Time)» | 3:12     |  |
| 7.  | «Never There»           | 4:20     |  |
| 8.  | «Eat You Alive»         | 2:44     |  |
| 9.  | «The People Vs...»      | 3:19     |  |
| 10. | «Catching Fire»         | 4:01     |  |

## Personal
- Sum 41
  - Deryck Whibley - Guitarras, Vocalista, Piano/Teclados, Productor
  - Dave Baksh - Guitarras, Vocalista
  - Tom Thacker - Guitarras
  - Cone McCaslin - Bajo, coros
  - Frank Zummo - Batería, coros